# Hymedesmia latrunculioides
Hymedesmia latrunculioides är en svampdjursart som beskrevs av William Lundbeck 1910. Hymedesmia latrunculioides ingår i släktet Hymedesmia och familjen Hymedesmiidae. Inga underarter finns listade i Catalogue of Life.